# Lutz Götz
Lutz Götz, eigentlich Ludwig Lutz, (* 12. August 1891 in München; † 3. Oktober 1958 in Berlin) war ein deutscher Schauspieler.

## Leben
Der schwarzhaarige, große Schauspieler begann seine Filmkarriere in der Weimarer Republik mit Rollen in weniger bekannten Filmen. Erst während des Dritten Reiches wuchs sein Erfolg, da er in seinen Filmen häufig Autoritätspersonen verkörperte, die im Nationalsozialismus besonders gefragt waren. So spielte er in dem Agentenfilm Die goldene Spinne den Gestapo-Kriminalrat Vonhoff und in dem Kriegsfilm Stukas einen Stabsfeldwebel. Seine wohl bekannteste Rolle spielte er in dem Lustspiel-Klassiker Die Feuerzangenbowle als Geschichtslehrer Dr. Brett, der einzige Lehrer im Kollegium, vor dem die Schüler Respekt haben. Seine Figur wurde für den Film im Vergleich zum Originalbuch abgeändert. In der Schlussphase des Krieges spielte er auch in Shiva und die Galgenblume, einem der letzten Filme des Dritten Reiches, mit, dieser wurde aber nie vollendet. Götz stand 1944 in der Gottbegnadeten-Liste des Reichsministeriums für Volksaufklärung und Propaganda.
Nach dem Krieg war er noch in einigen Filmen, die sowohl im Ost- wie im Westteil Deutschlands gedreht wurden, zu sehen, etwa Das verurteilte Dorf und Die Geschichte vom kleinen Muck.
Von 1920 bis 1932 war Lutz Götz mit seiner Schauspielkollegin Anneliese Reppel verheiratet.

## Filmografie (Auswahl)
- 1919: Desperados
- 1930: Der unsterbliche Lump
- 1935: Ein idealer Gatte
- 1937: Unternehmen Michael
- 1938: Pour le Mérite
- 1939: Die Hochzeitsreise
- 1940: Falschmünzer
- 1940: Trenck, der Pandur
- 1941: Quax, der Bruchpilot
- 1941: Über alles in der Welt
- 1941: Jakko
- 1941: Sechs Tage Heimaturlaub
- 1942: Himmelhunde
- 1943: Tonelli
- 1943: Die goldene Spinne
- 1943/47: Quax in Afrika
- 1944: Die Feuerzangenbowle
- 1945: Sag’ die Wahrheit (unvollendet)
- 1945: Shiva und die Galgenblume (unvollendet)
- 1948: Der Herr vom andern Stern
- 1949: Tragödie einer Leidenschaft
- 1950: Saure Wochen – frohe Feste
- 1951: Corinna Schmidt
- 1951: Die letzte Heuer
- 1952: Roman einer jungen Ehe
- 1952: Schatten über den Inseln
- 1952: Das verurteilte Dorf
- 1953: Die Geschichte vom kleinen Muck
- 1953: Die Unbesiegbaren
- 1954: Leuchtfeuer
- 1954: Schützenliesel
- 1955: Der Ochse von Kulm
- 1956: Tischlein, deck dich
- 1956: Thomas Müntzer – Ein Film deutscher Geschichte
- 1958: Emilia Galotti